# Mänskan är en helhet
Mänskan är en helhet är en psalm med text och musik från 1987 av Urban Ringbäck.

## Publicerad i
- Segertoner 1988 som nr 623 under rubriken "Tillsammans i världen".[1]